# Paracolletes subfuscus
Paracolletes subfuscus är en biart som beskrevs av Cockerell 1906. Paracolletes subfuscus ingår i släktet Paracolletes och familjen korttungebin. Inga underarter finns listade i Catalogue of Life.